# Аморфни метали
Аморфните метали, наричани още „метално стъкло“ са метали, най-често метални сплави, в които липсва далечният порядък на кристалната решетка и са в аморфно състояние. Получават се най-често чрез изключително бързо охлаждане на стопен материал. Така се предотвратява образуването на кристална структура и втвърдената течност запазва своята аморфност, като комбинира твърдостта на стъклото с издръжливостта на метала. Основните им характеристики са свързани с високата им микроскопична хомогенност – на практика липсват структурни дефекти.